# Biserica de lemn din Botoșana
Biserica de lemn „Sfântul Dumitru” din Botoșana este un lăcaș de cult ortodox construit în anul 1810 în satul Botoșana din comuna omonimă aflată în județul Suceava. Edificiul religios se află localizat în cimitirul satului și are hramul Sfântul Dumitru, sărbătorit la data de 26 octombrie.
Biserica de lemn din Botoșana a fost inclusă pe Lista monumentelor istorice din județul Suceava din anul 2015 la numărul 209, având codul de clasificare  SV-II-m-B-05500. În această listă este precizat în mod eronat mijlocul secolului al XVIII-lea ca perioadă de datare a monumentului.

## Istoricul localității
Satul Botoșana este situat pe un teren deluros, pe care se află livezi cu pomi fructiferi, fiind traversat de pârâul Botoșana, afluent al râului Soloneț. El se află la o distanță de 37 km de municipiul Suceava. Comuna Botoșana se învecinează la răsărit cu comuna Comănești, la sud cu comuna Cacica, la apus cu comuna Poieni-Solca și la nord cu orașul Cajvana.
Cercetările arheologice efectuate aici au scos la iveală urmele a 12 așezări omenești geto-dacice din epoca bronzului (secolele III-II î.Hr.). Satul Botoșana a purtat în trecut mai multe nume: Botoșeni, Botoșani și Botușana. Din cronica parohială se spune că numele corect al localității este Botoșana, care derivă de la „botușu” ce se întrebuințează la altoire sau mlădiță de vie.
Prima atestare documentară a localității datează din 3 iulie 1575. Într-un document din culegerea „Documente privind istoria României”, Vol. III, p. 55-56, se spune că domnitorul Petru Șchiopul (1574-1577, 1578-1579 și 1583-1591) a întărit moștenirea urmașilor lui Luca Arbore; la acea dată, satul Botoșeni aparținea fiicei lui Luca Arbore, Odochia. La 25 octombrie 1615, domnitorul Ștefan Tomșa al II-lea (1611-1615 și 1621-1623) a cumpărat de la Anastasia, fiica Odochiei lui Luca Arbore, satul Botoșani cu 700 de unghi ungurești și l-a dăruit Mănăstirii Solca care l-a stăpânit până în anul 1785.
Începând din anul 1763, s-a așezat în Botoșana și o populație de origine transilvăneană. Astfel, dacă la 1763 existau 26 de familii, la recensământul din 1778 existau 117 familii (577 suflete). În anul 2009 în Botoșana locuiau 697 familii.

## Istoricul bisericii
Tradiția locală amintește în jurul anului 1675 de existența unei biserici de lemn la Botoșana, în apropierea locului unde se află actuala biserică de lemn. În „Cronica Episcopiei de Rădăuți” a lui Dimitrie Dan este publicat un document în care se spune că „episcopul Dositei Herescul a sfințit la anul 1761 un antimis pentru biserica din Botușana”. După construirea actualei biserici de lemn (1810), biserica de lemn mai veche a fost donată în 1815 locuitorilor din Poieni-Solca. De acolo, biserica de lemn a fost strămutată din nou în 1942 în satul Dragoșa din comuna Frumosu.
Biserica de lemn „Sfântul Dumitru” din Botoșana a fost construită în anul 1810 de către meșterul Grigore Iulian din Câmpulung Moldovenesc. Pe o bârnă din pridvorul bisericii se află următoarea pisanie: „Această sfântă biserică este făcută de Gligorie Iulian din Câmpulung la anul 1810”. Lăcașul de cult se află în vatra satului unde, de 200 de ani, credincioșii se adună în fiecare duminică și zi de sărbătoare pentru a participa la sfintele slujbe.
În 1843, biserica din Botoșana avea 1.036 enoriași, care erau păstoriți de preotul administrator Constantin Hurjui. Acesta a rămas de timpuriu văduv, prezvitera Domnica Hurjui (1822-1848) decedând la numai 26 ani și fiind înmormântată în dreapta altarului. Pe mormântul său se află o cruce de piatră având următoarea inscripție cu litere chirilice: „Aice odihnește cenușa prezviterei Domnica Hurjui născută la 15 april 1822, căsătorită la 30 iulie 1839, mutată din viață la 12 octo(m)vrie 1848”.
Până în 1874, clopotele bisericii erau păstrate în turnul-clopotniță aflată la etajul superior al pridvorului. Atunci a fost construit un turn-clopotniță separat din lemn, situat lângă biserică, înspre vest.
În 1876, biserica din Botoșana avea 1.648 enoriași, iar paroh era preotul Nicolai Sbiera. Începând din 1895 a slujit aici ca paroh preotul Ștefan Pavel, născut în 1855, preot din 1883. Acesta păstorea comunitatea din Botoșana și în 1907, iar cantor era Chiril Chiraș, născut în 1867 și angajat din 1887.
După cum se precizează în „Anuarul Mitropoliei Bucovinei pe anul 1937”, Biserica „Sf. Dimitrie” din Botoșana avea o casă parohială de cărămidă, o sesie parohială de 12 hectare, o sesie a cântărețului de 3 hectare și o sesie a ponomarului de 1 hectar. Parohia avea în îngrijire spirituală 626 familii cu 2.532 credincioși. În acel an, comunitatea ortodoxă din Botoșana era păstorită de preotul paroh Dimitrie Popescu (născut în 1897).
Biserica a fost restaurată pe cheltuiala credincioșilor în anul 1947, iar în prezent se află în stare bună.

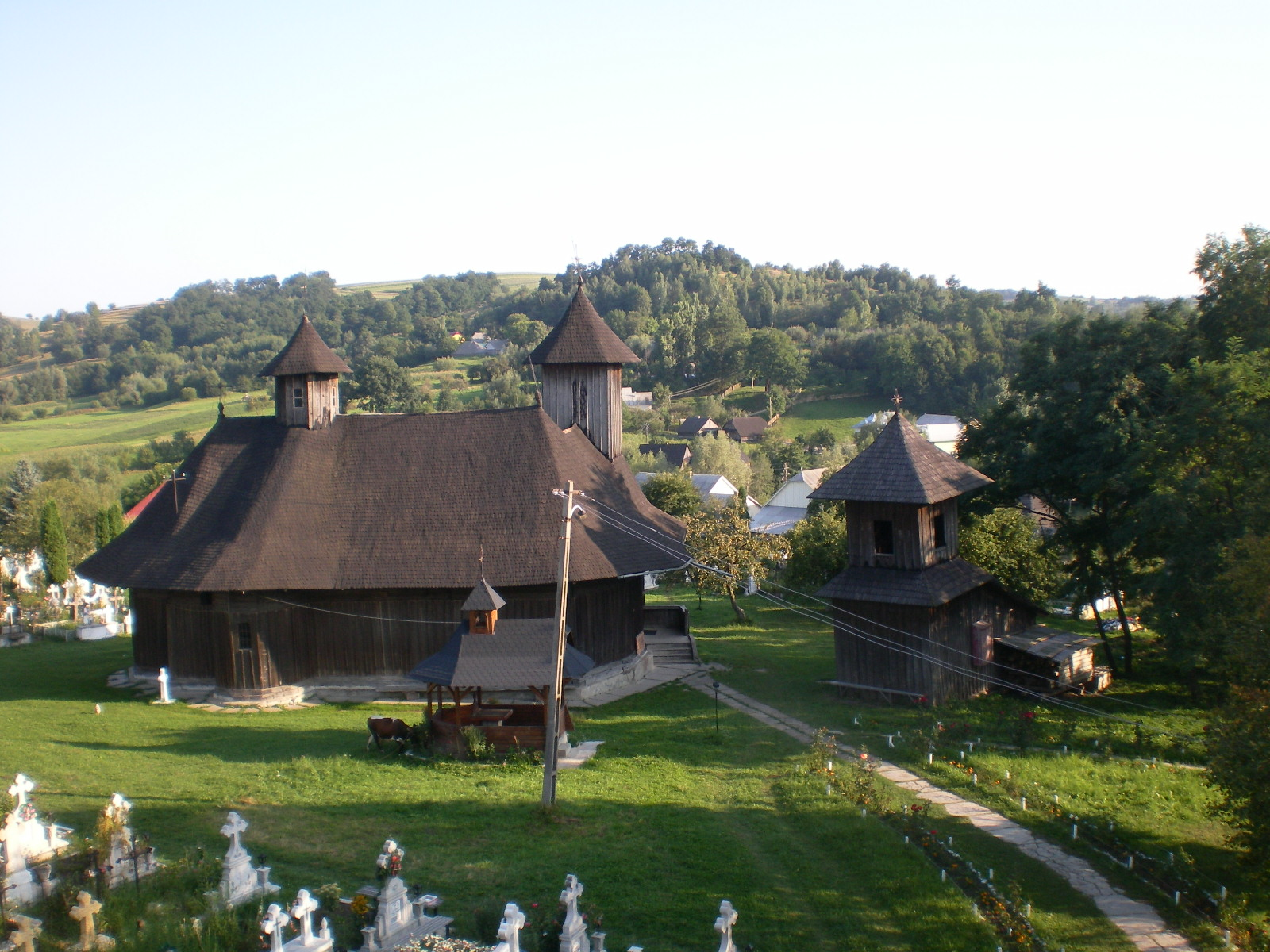
Biserica de lemn din Botoșana și turnul clopotniță văzute din clopotnița nouă a bisericii de zid

Biserica de lemn din Botoșana are în inventarul său peste 200 de obiecte de artă și cu valoare istorică ce datează din secolele XVIII-XIX. Dintre acestea menționăm următoarele: cruce de mână (1780), clopot (1844), policandru (1849), cădelniță (1882), cruce procesională (1896) etc.
În anul 2000, în timpul păstoririi preotului paroh Viorel Ilișoi, în apropierea bisericii de lemn s-a pus piatra de temelie a unei biserici noi de zid cu hramul „Sfinții Împărați Constantin și Elena”. Construirea noii biserici s-a realizat, în cea mai mare parte, din donațiile în bani și materiale oferite de credincioșii din parohie și de fiii comunei Botoșana plecați la muncă în străinătate. Altarul noii biserici a fost târnosit la 5 septembrie 2010 de către arhiepiscopul Pimen Zainea al Sucevei și Rădăuților.

## Arhitectura bisericii
Biserica de lemn din Botoșana este construită din bârne de brad, încheiate în „coadă de rândunică”, iar talpa este cioplită în lemn de stejar. Ea a fost clădită pe temelie înaltă de piatră. Pentru a proteja edificiul de intemperii, pereții din bârne au fost placați cu scânduri de brad. Edificiul are un acoperiș din șindrilă, bătută în „solzi”, cu streașină largă.
Monumentul are plan triconc (formă de cruce), cu absida altarului pentagonală decroșată față de restul corpului construcției și cu pronaos poligonal. Lăcașul de cult este prevăzut cu o singură ușă, aflată în peretele sudic al pronaosului. Edificiul are lungimea de 22 metri și lățimea de 10 metri. Biserica are două turle: una pe mijlocul bisericii și alta pe pridvor (ce a folosit drept clopotniță). La conturul poligonal, cosoroaba este susținută de console dublu articulate.
În interior, biserica este împărțită în patru încăperi: pridvor, pronaos, naos și altar. Pridvorul situat pe partea de sud-vest datează din aceeași perioadă cu biserica. El are o formă pătrată și este deschis. Pe două laturi este înconjurat de o prispă și o scară ce duce până la turnul-clopotniță. Intrarea în biserică se face pe o ușă (1.45x2.40 metri) situată în peretele sudic al pronaosului. Pronaosul are o formă poligonală în partea de vest, în care se află o fereastră dreptunghiulară (0.45x1.05 metri). El are un sistem de boltire prin sprijinirea, una pe alta, a bârnelor longitudinale și transversale, formând un trunchi de piramidă în trepte. Este de remarcat aici decorarea grinzii de sus a parapetului cu cioplituri în joc volumetric.
Între pronaos și naos este un gol de trecere central, încheiat cu arc în plin cintru și două deschideri simetrice inegale. Naosul are o formă dreptunghiulară (8.90x9.25 metri), cu două abside laterale mici de formă pentagonală, în axul cărora se află dispusă câte o fereastră dreptunghiulară (0.50x1.10 metri). În partea de vest, sprijinit de peretele care desparte pronaosul de naosul, se află cafasul. Deasupra naosului se află o turlă octogonală, înaltă de 5 metri, cu ferestre dreptunghiulare dispuse în cele patru puncte cardinale.
Altarul are o absidă decroșată de formă pentagonală, iar în decroșurile de nord și de sud (de forme pătrate) se află proscomidiarul și diaconiconul. Această încăpere are trei ferestre: una dreptunghiulară în axa absidei (0.50x1.10 metri) și două pătrate (încheiate în unghi la partea superioară) în pereții estici ai celor două nișe. Altarul are un sistem de boltire asemănător cu cel din pronaos.
Pe lângă iconostasul ce desparte naosul de altar făcut odată cu biserica și pictat în stil oriental de un pictor necunoscut, mai există aici alte două fragmente pictate: primul dintre ele se află pe peretele ce desparte pronaosul de naos și a fost zugrăvit în anul 1853 de cantorul Ioan Caminschi din Poieni-Solca (care cuprinde scenele din martiriul Mântuitorului) și al doilea se află pe peretele de nord al naosului, care se parte că a aparținut vechii biserici a satului.

## Imagini

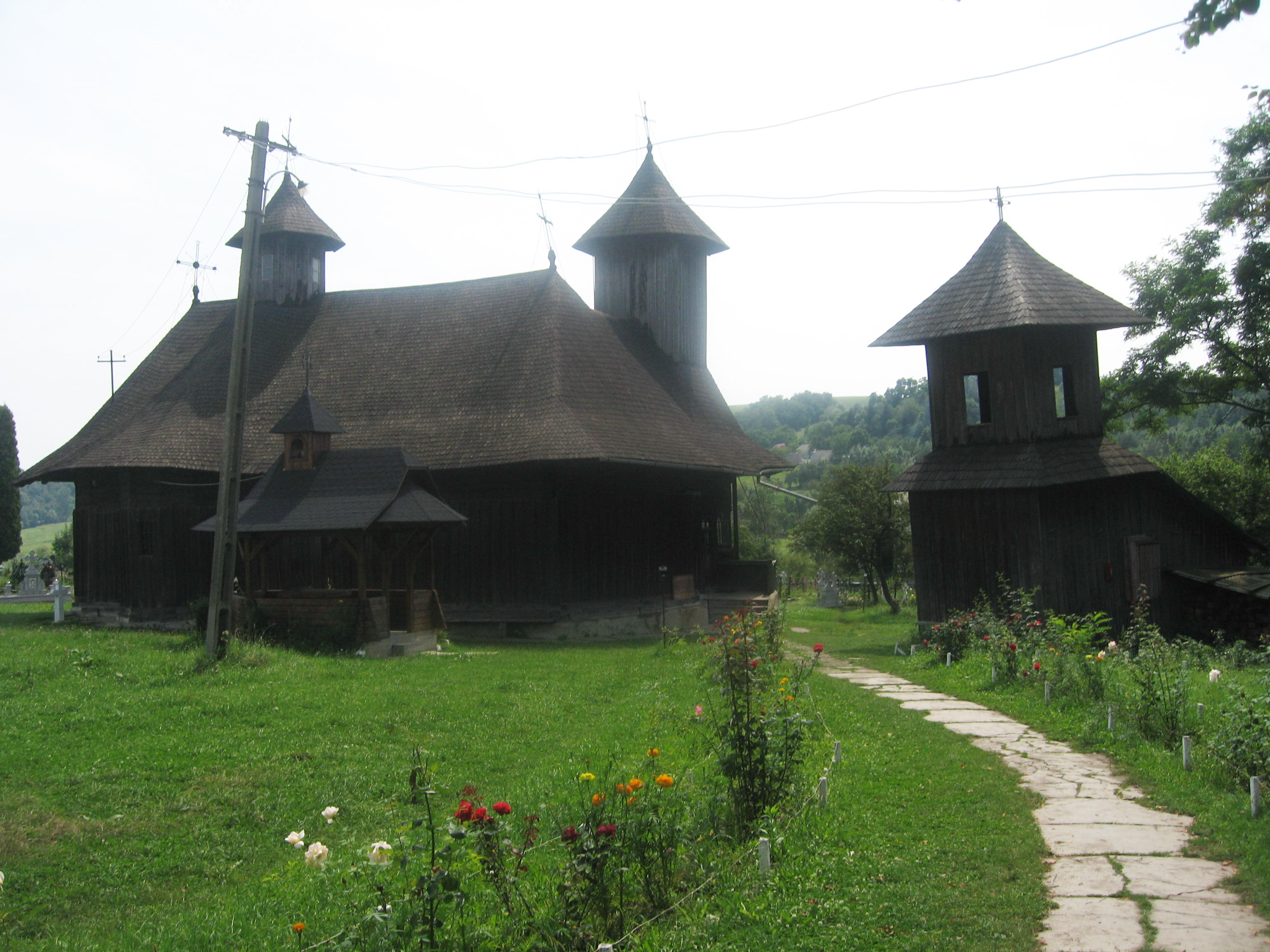
Biserica de lemn și turnul clopotniță
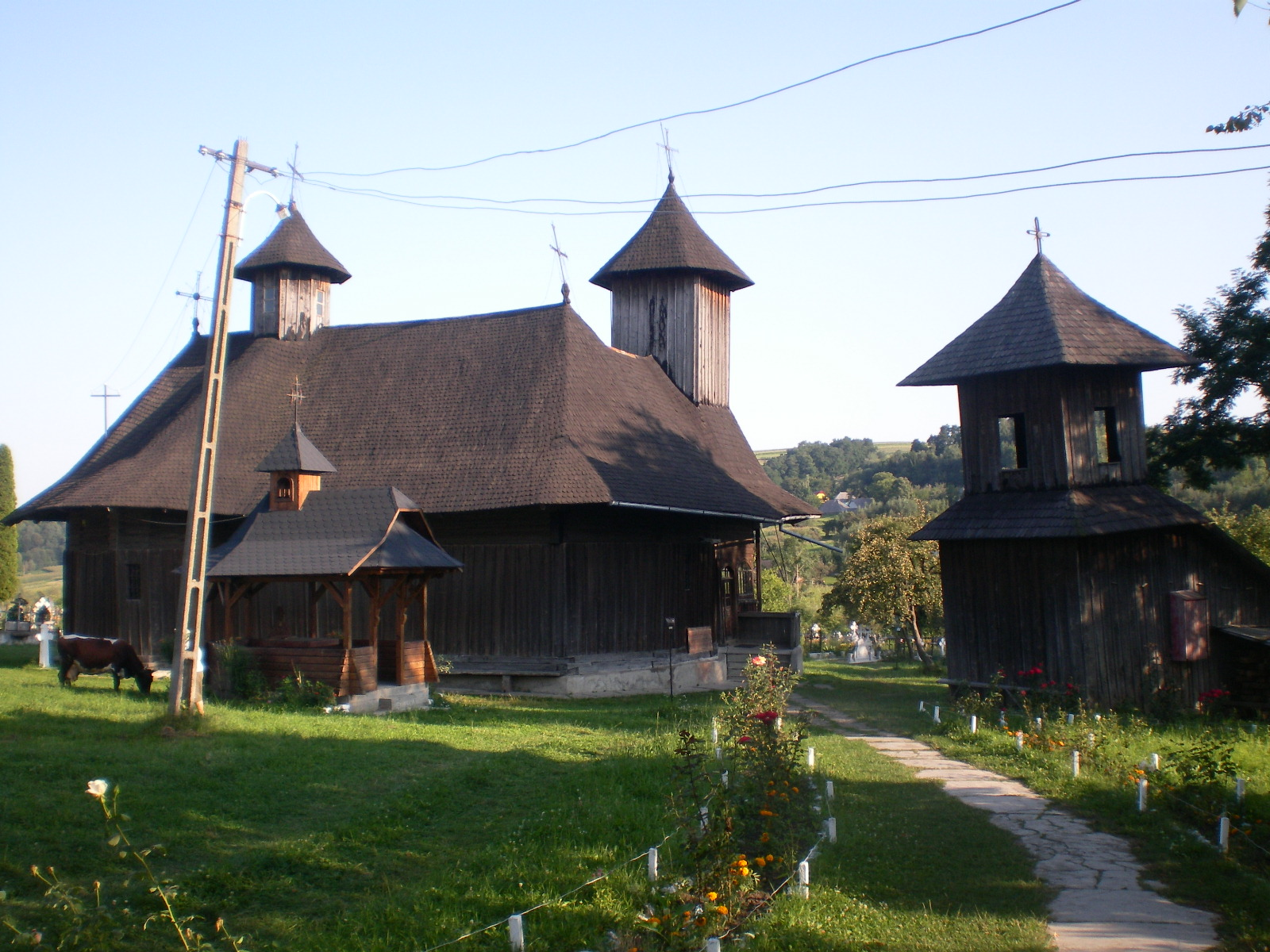
Biserica de lemn și turnul clopotniță
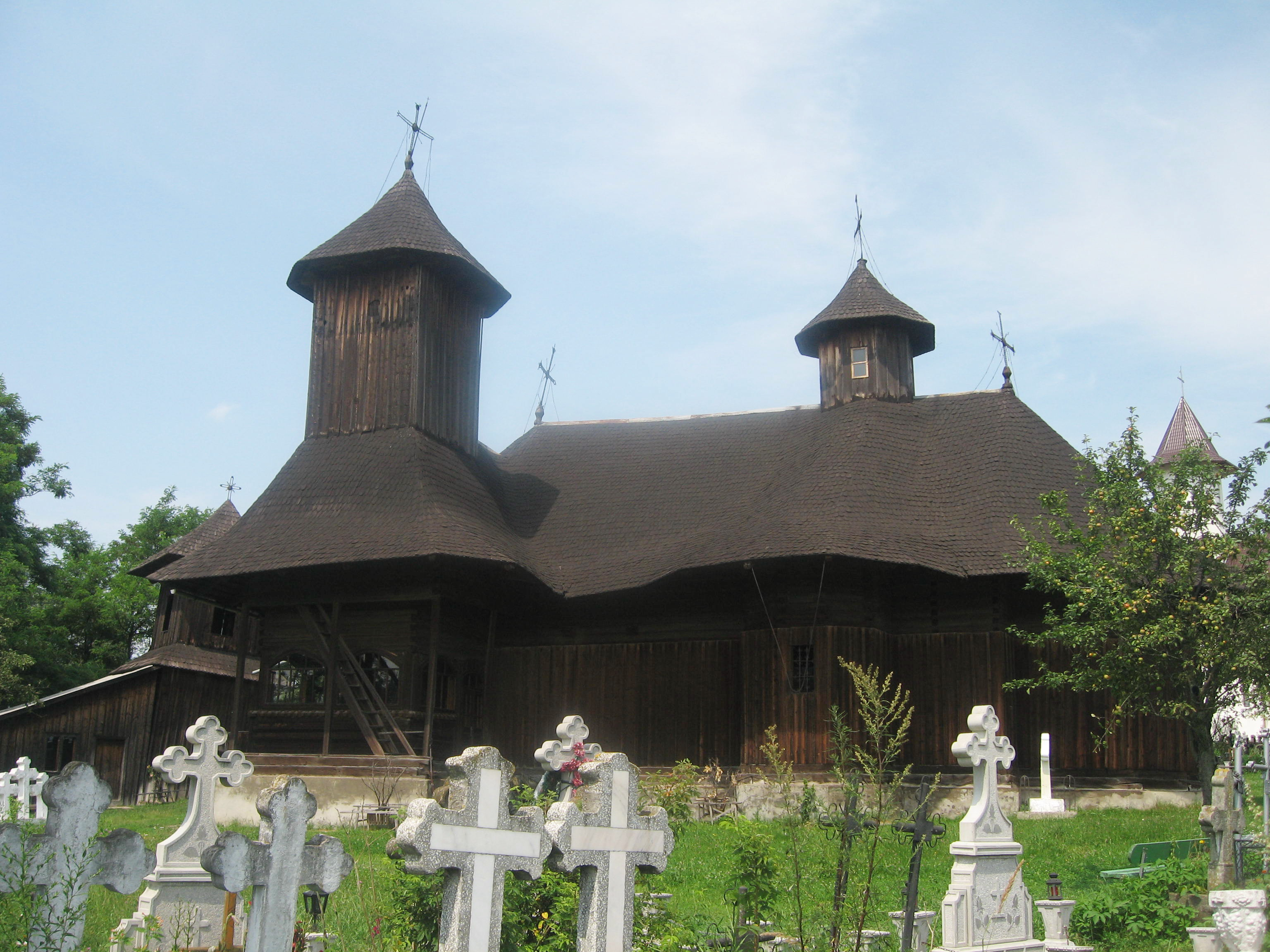
Biserica pe latura sudică
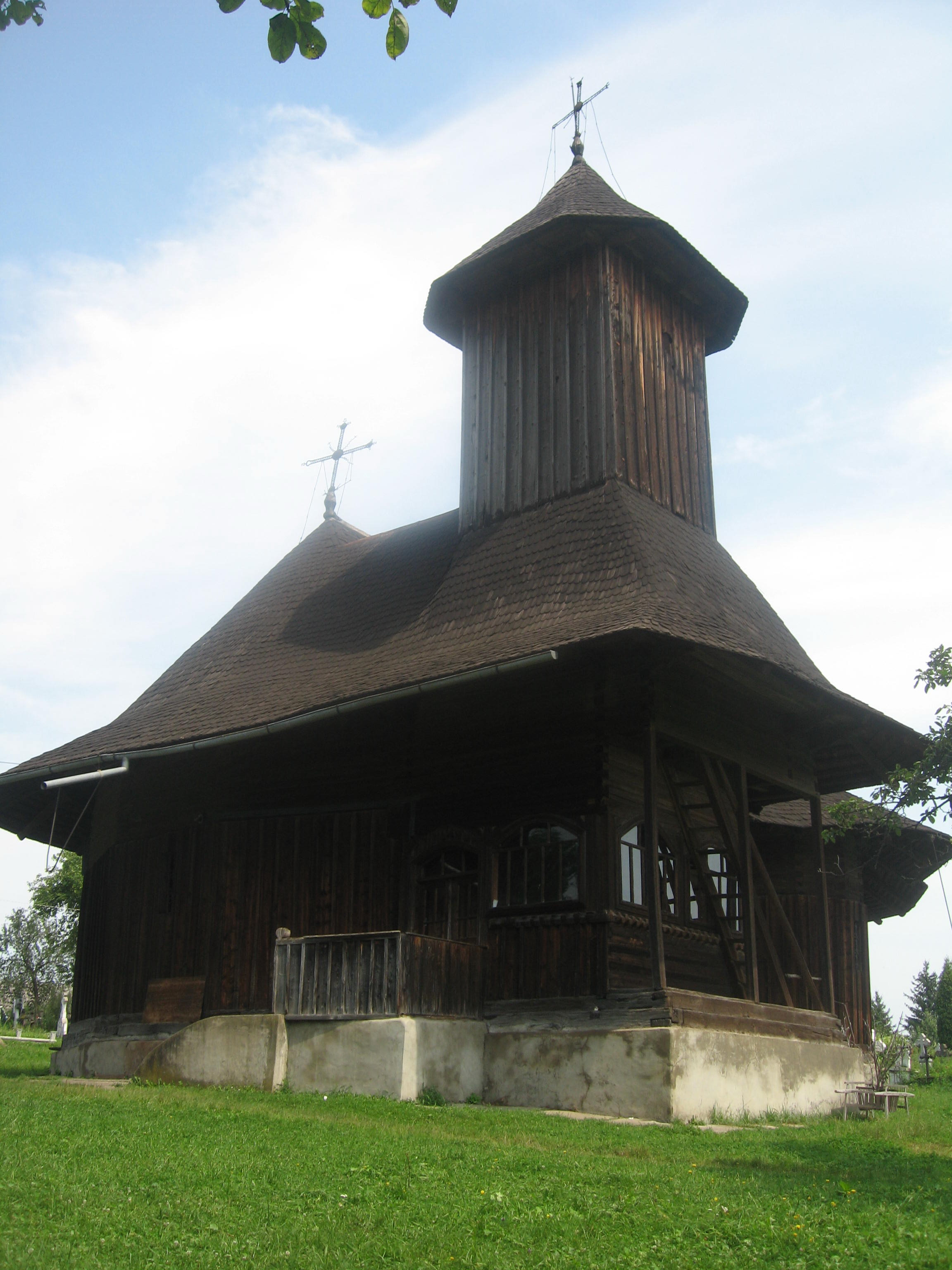
Biserica pe latura vestică
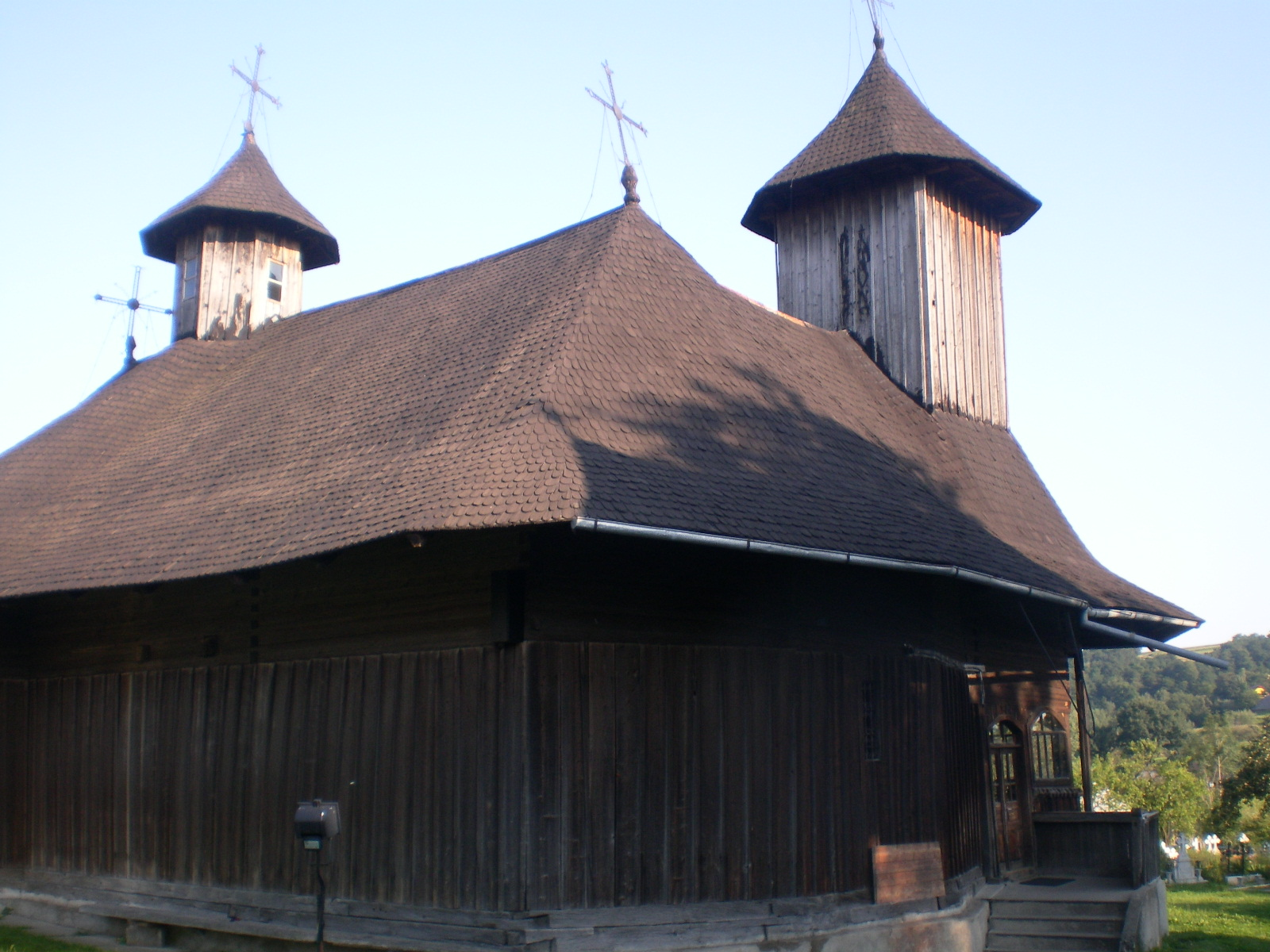
Biserica pe latura nord-vestică
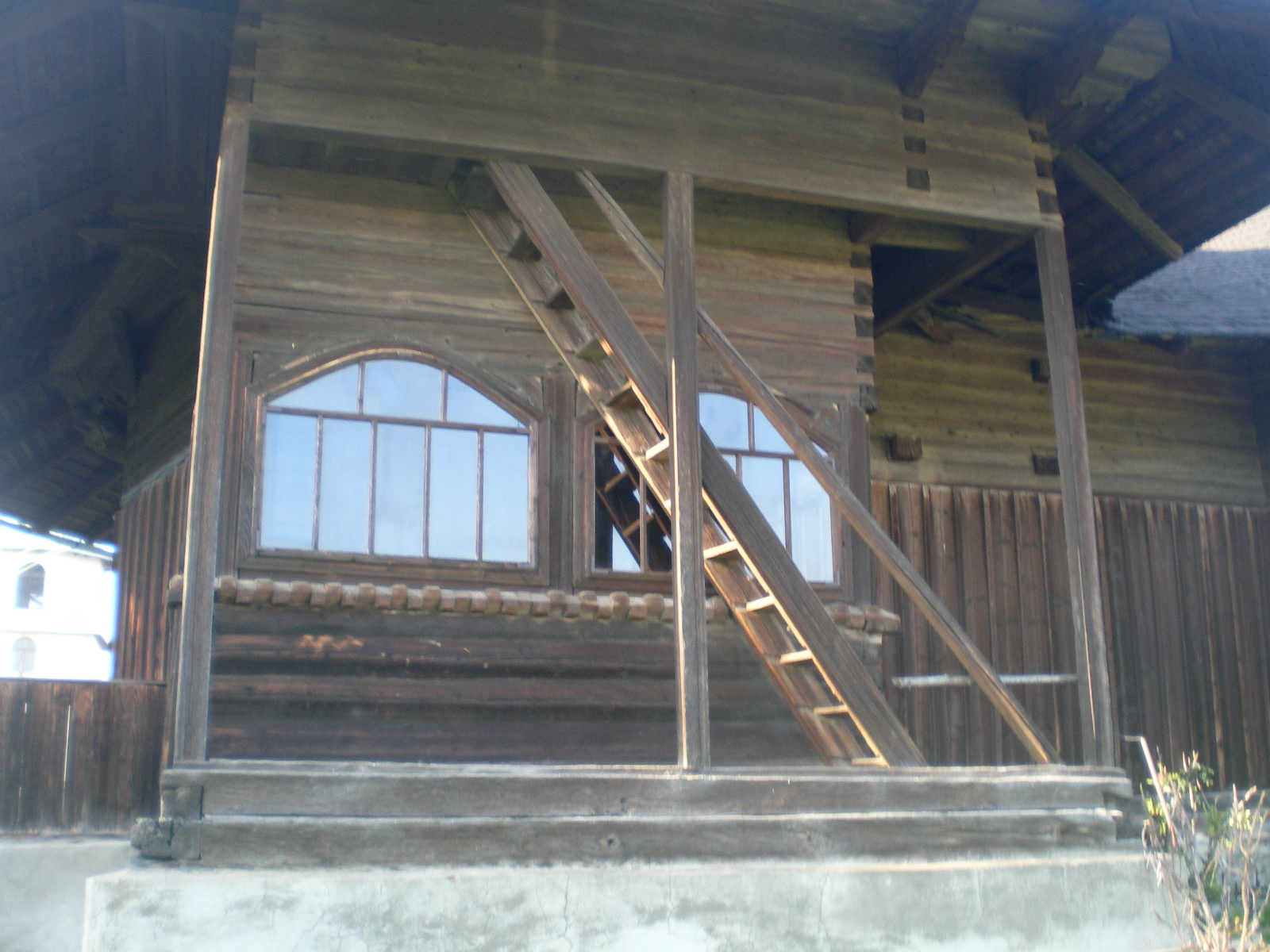
Pridvorul bisericii pe latura sudică
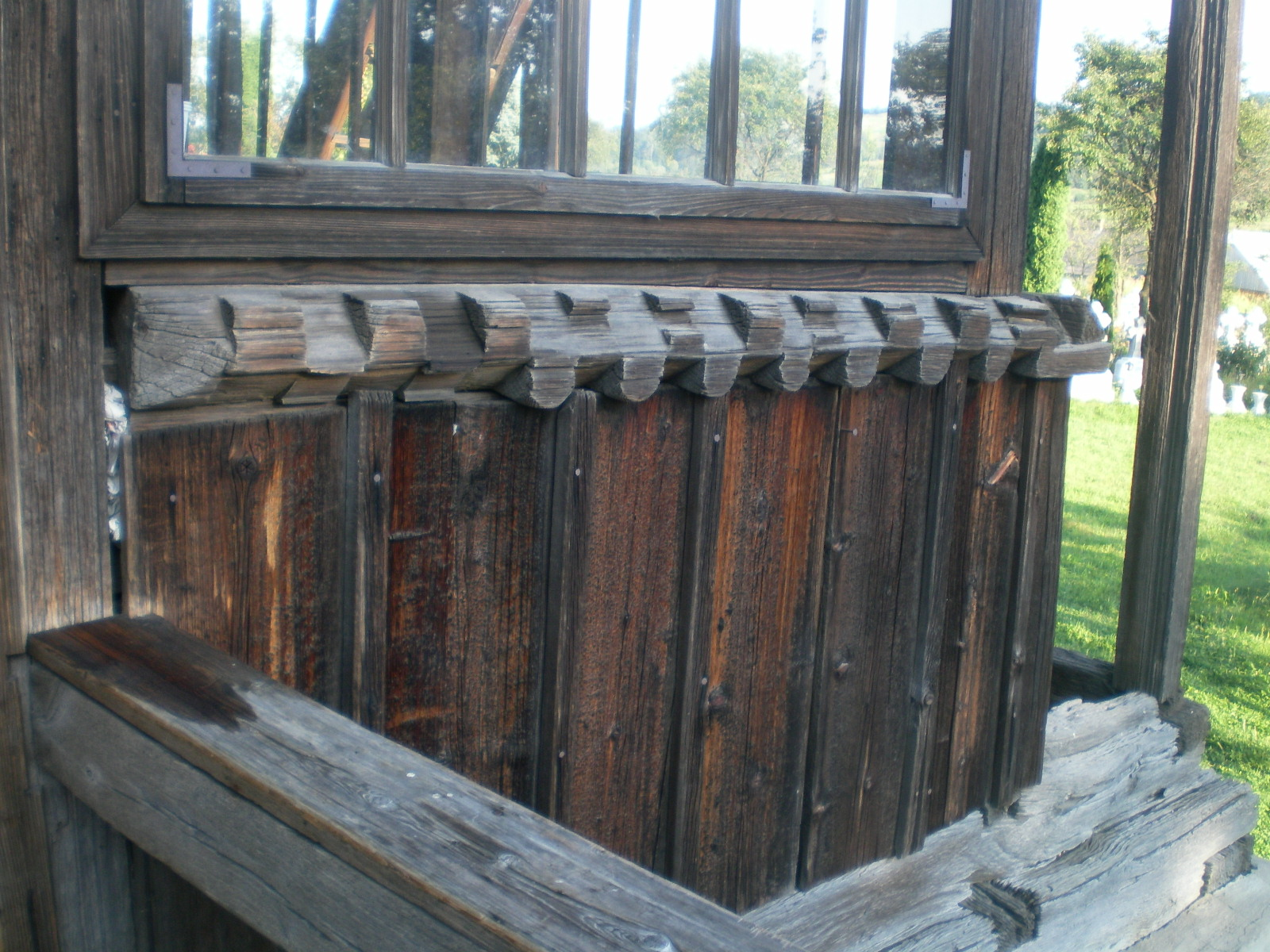
Cioplituri pe grinda superioară a parapetului pridvorului
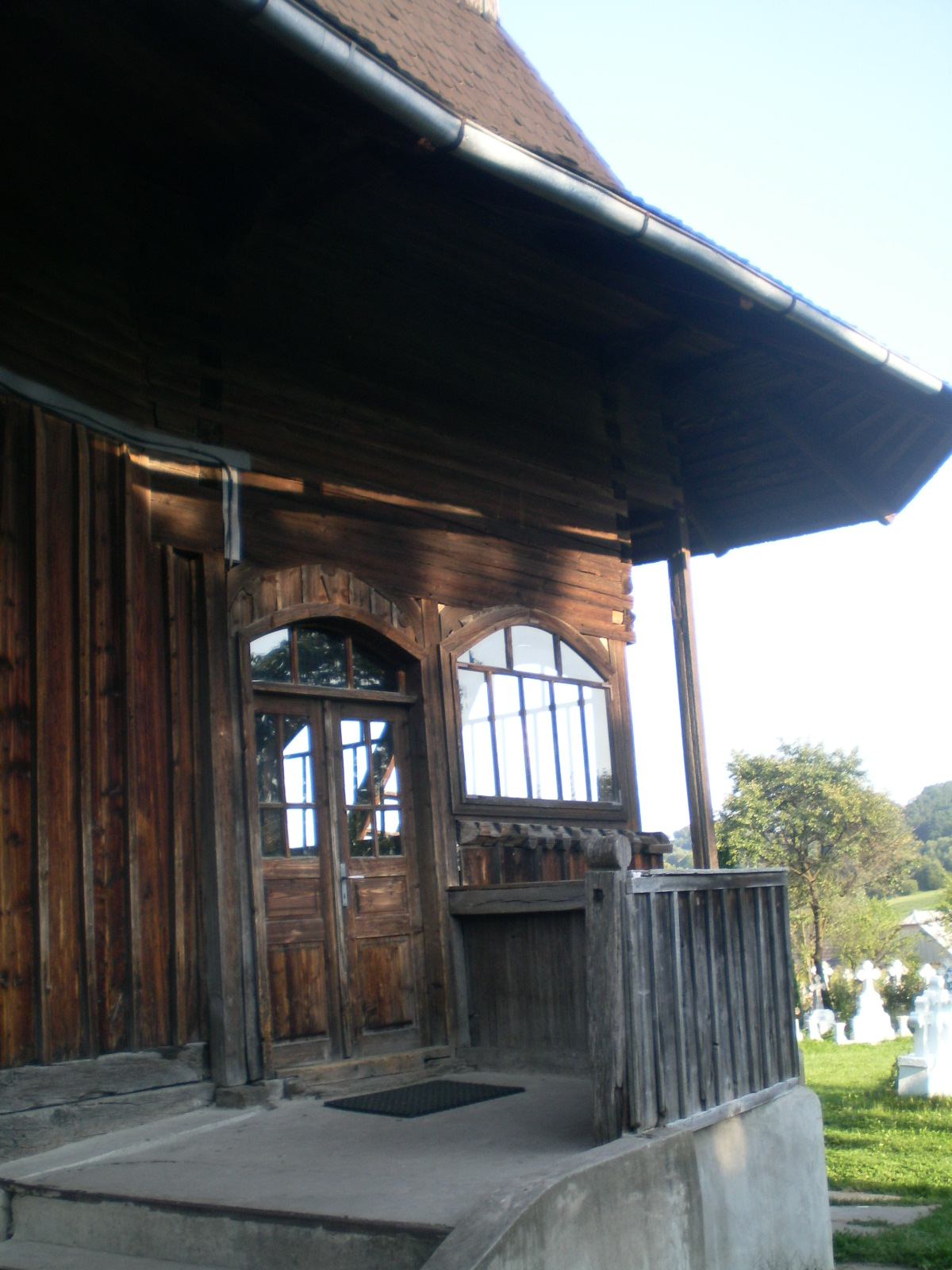
Pridvor bisericii pe latura vestică
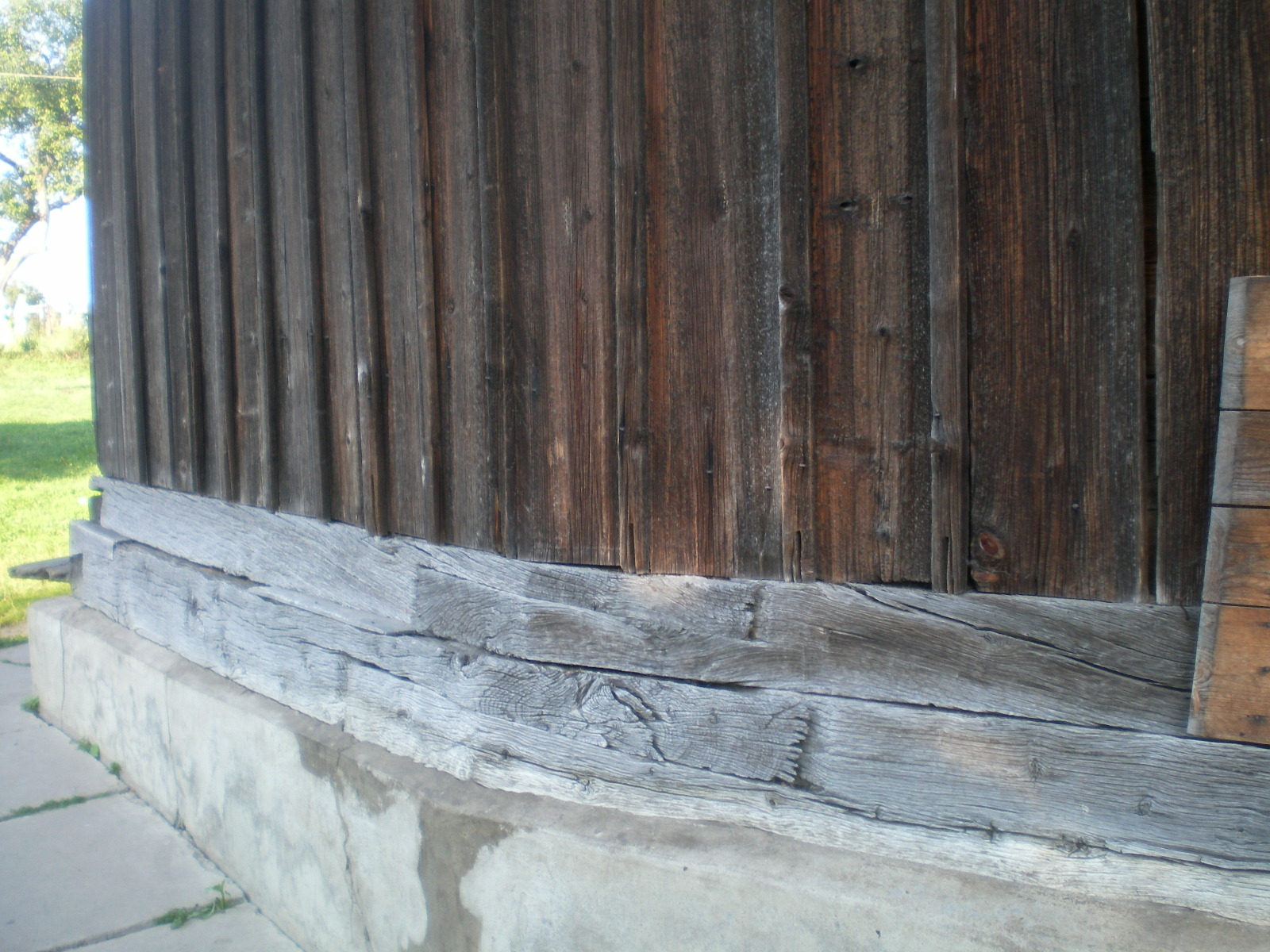
Detaliu postament și temelie
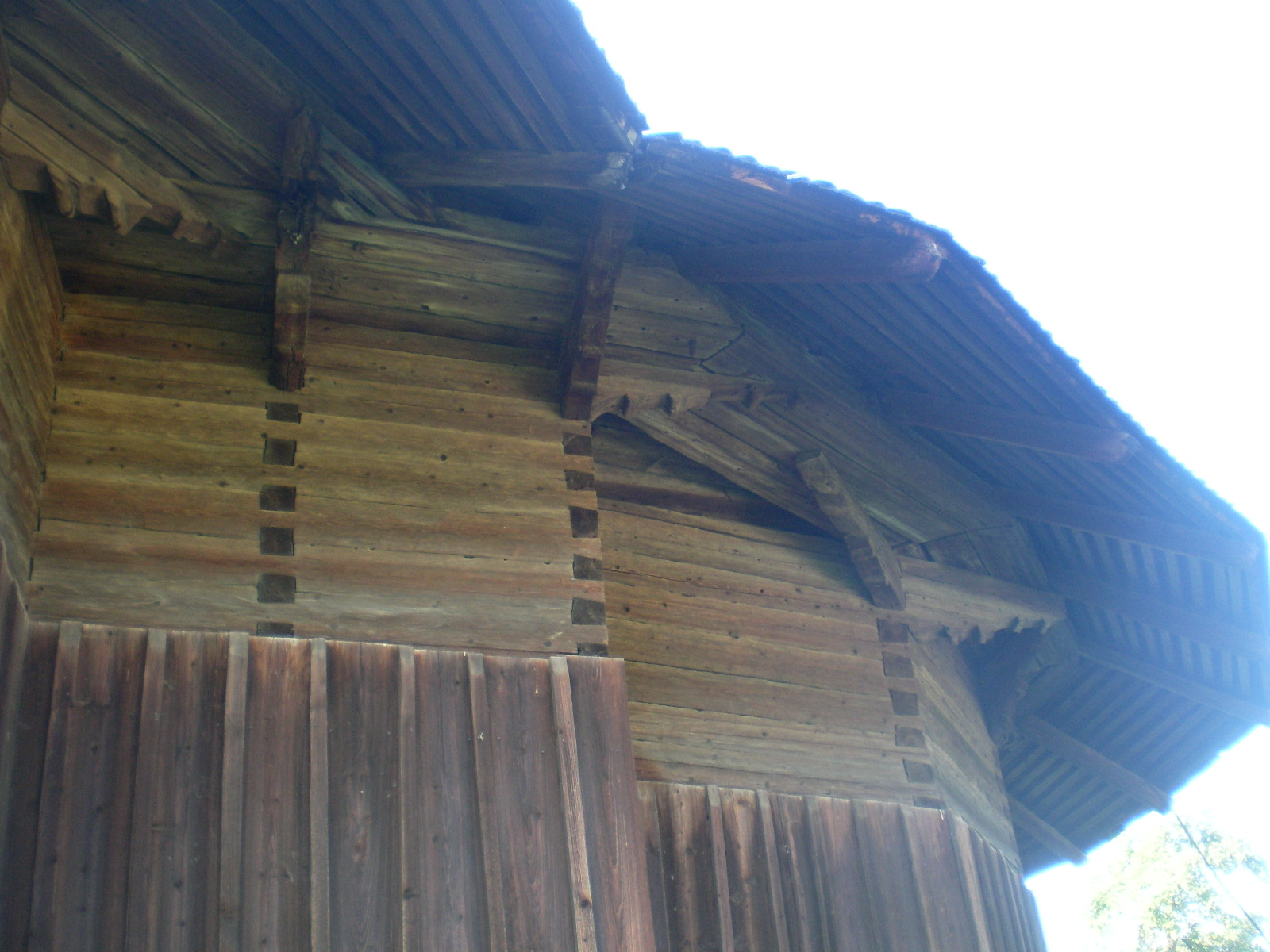
Absida și decroșul altarului pe latura sudică
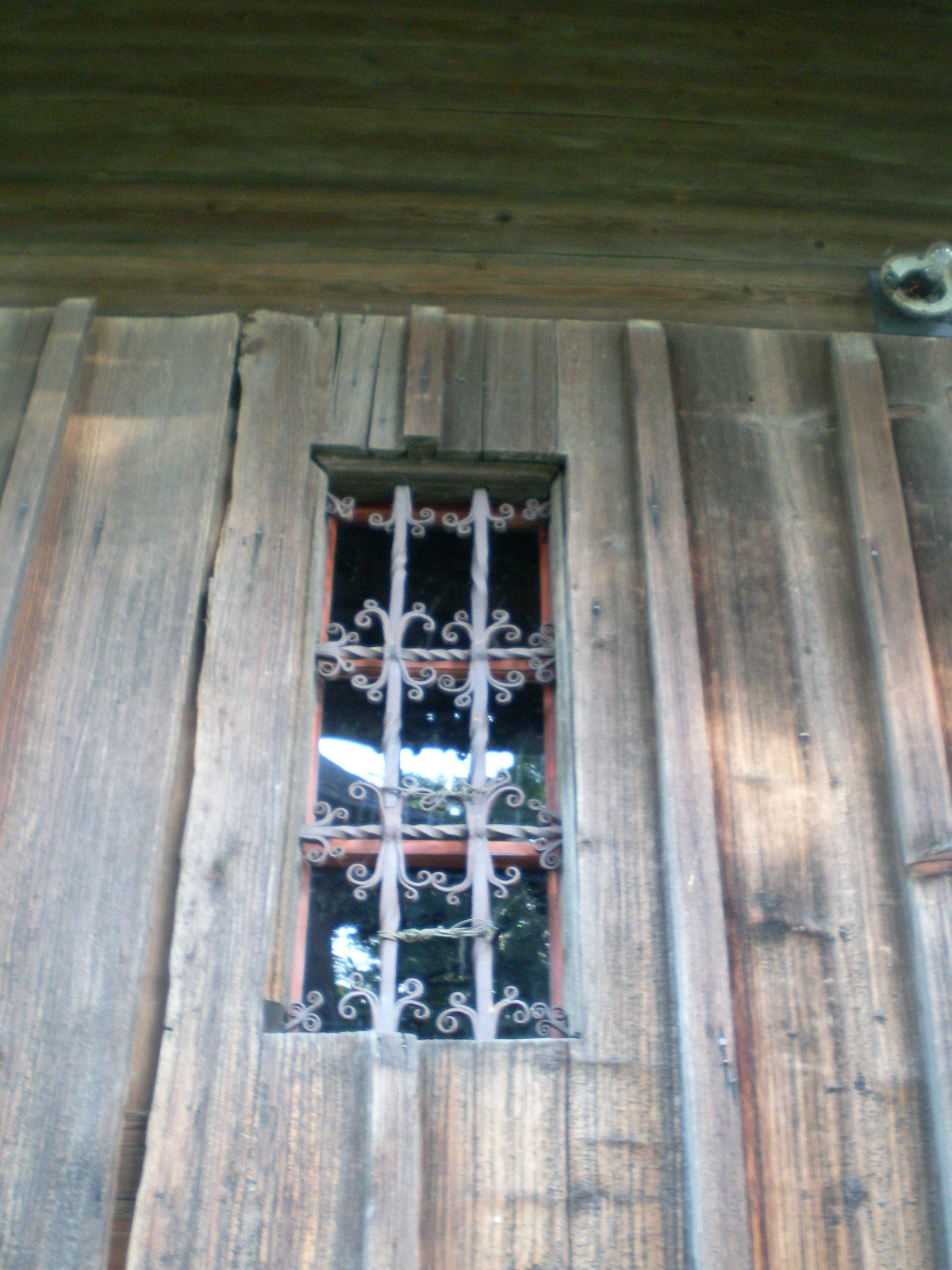
Fereastră pe latura vestică
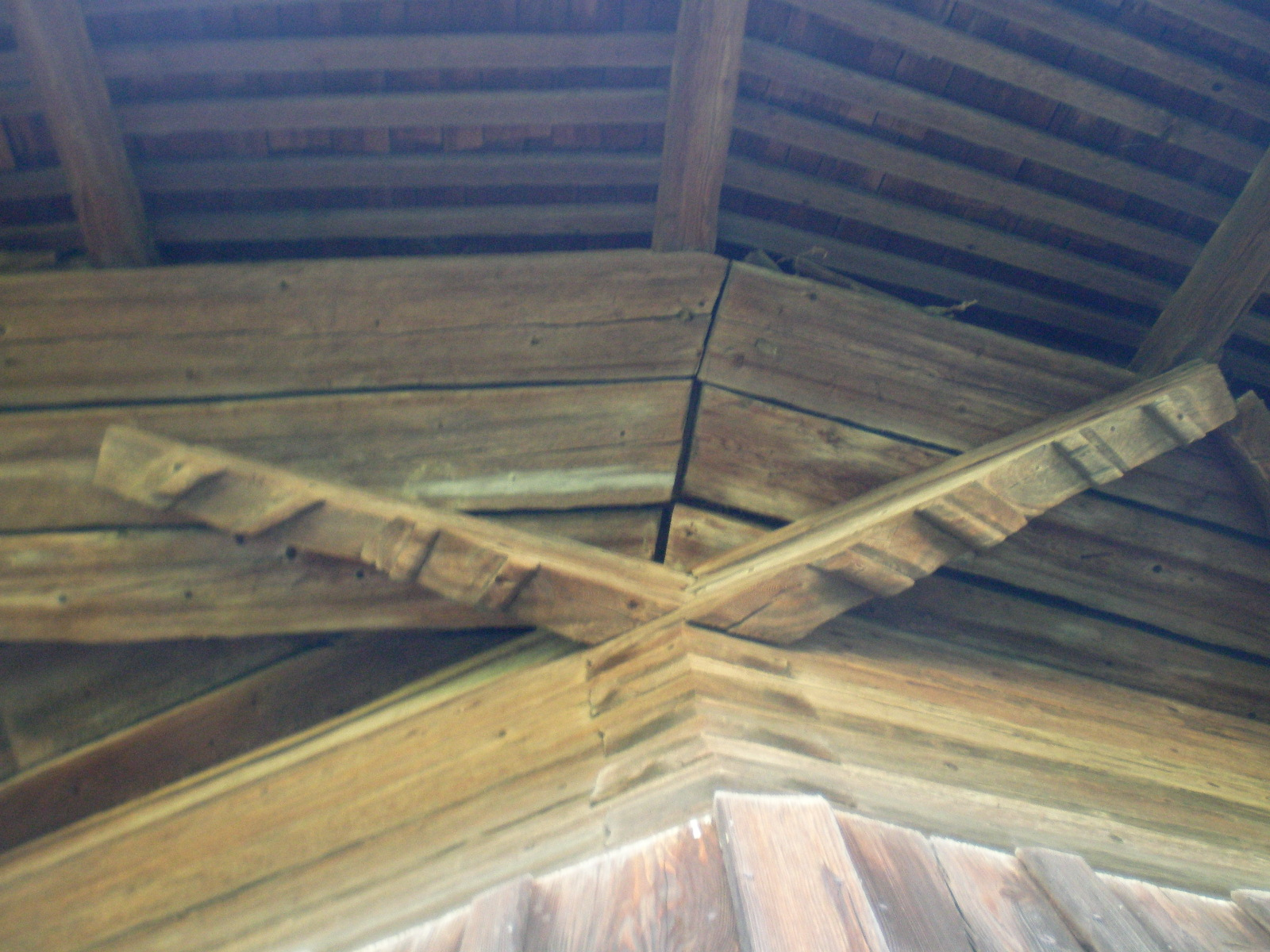
Console
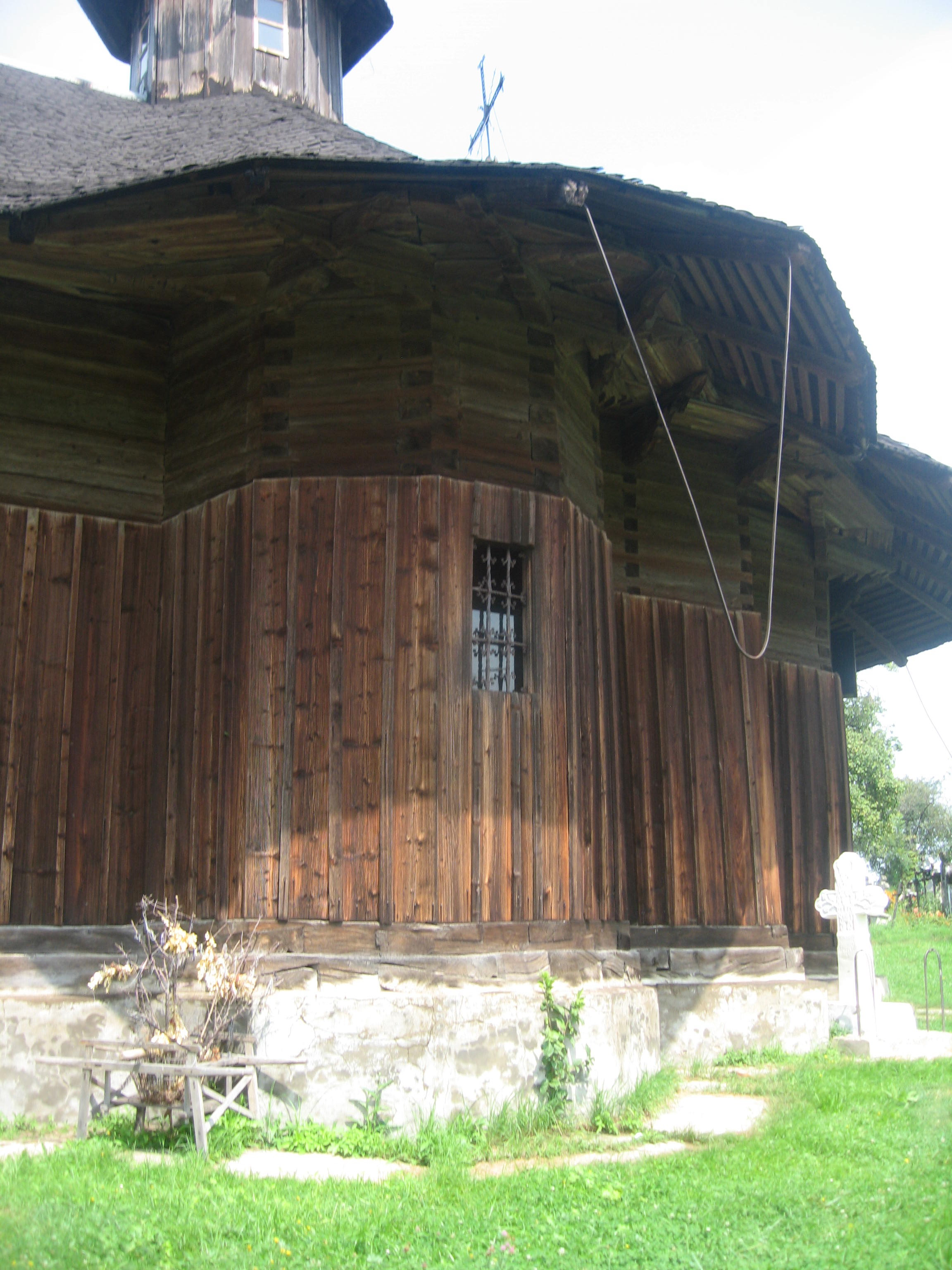
Absida laterală sudică
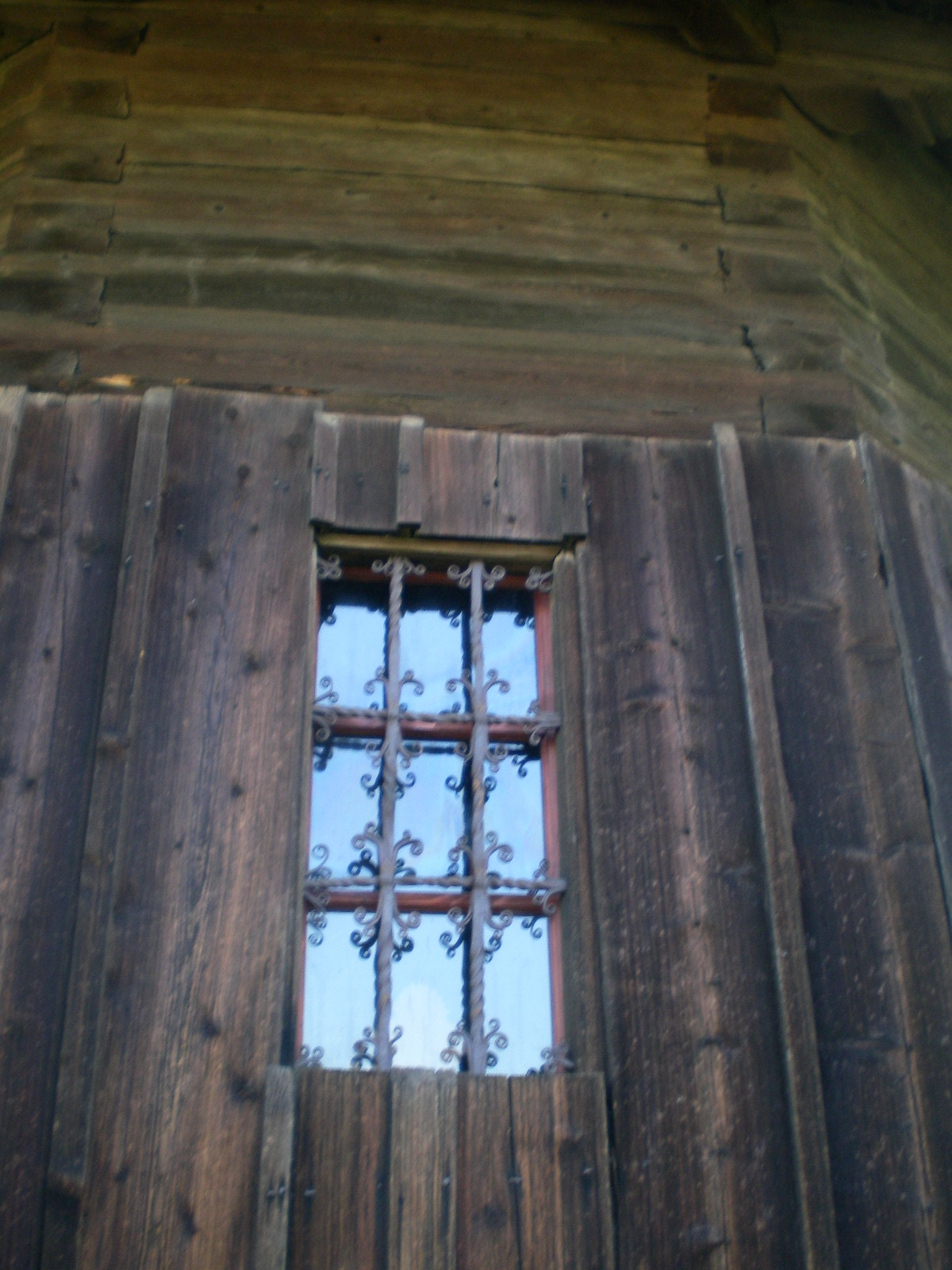
Fereastră în absida laterală sudică
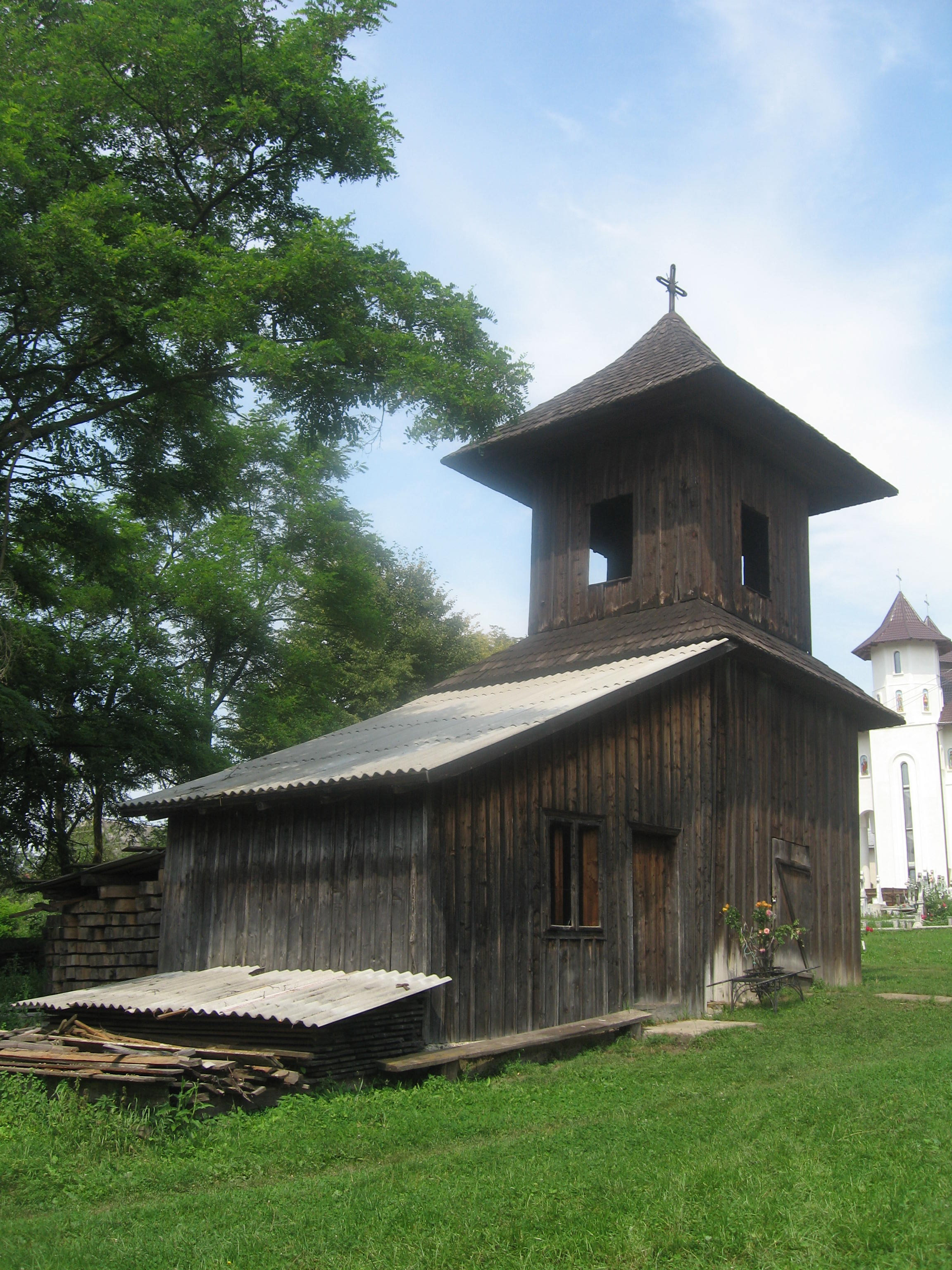
Turnul clopotniță
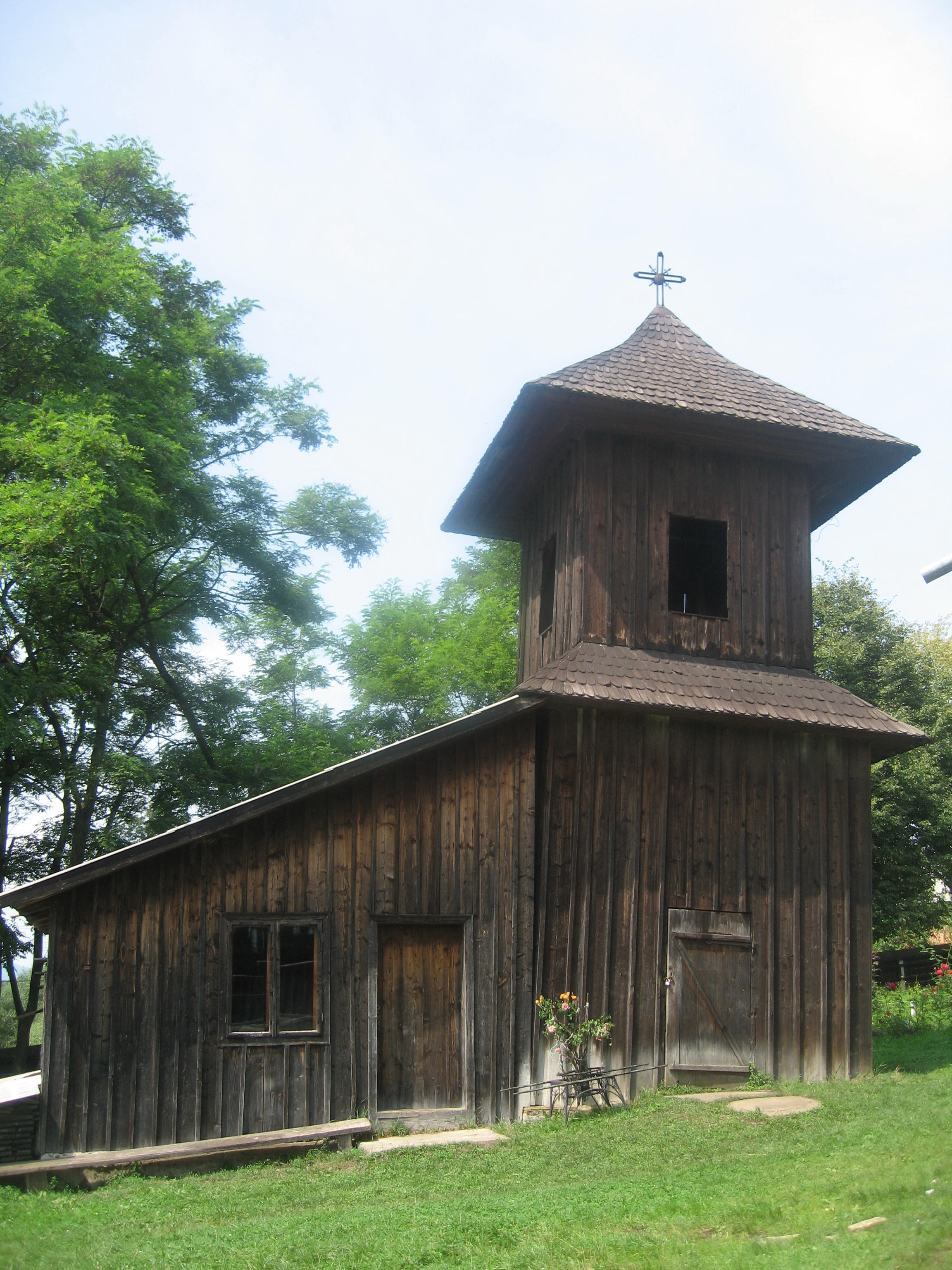
Turnul clopotniță
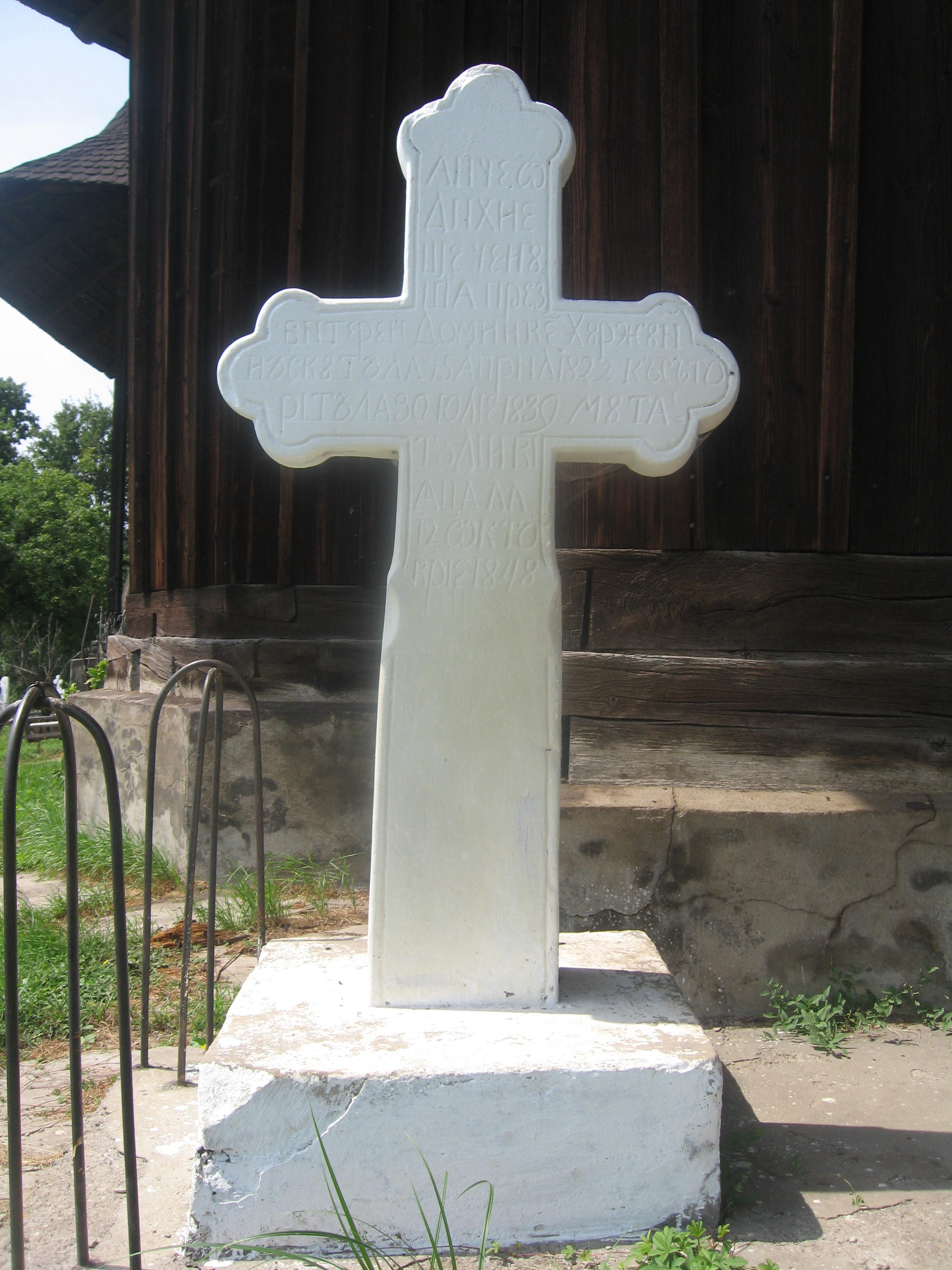
Crucea prezviterei Domnica Hurjui (1822-1848)
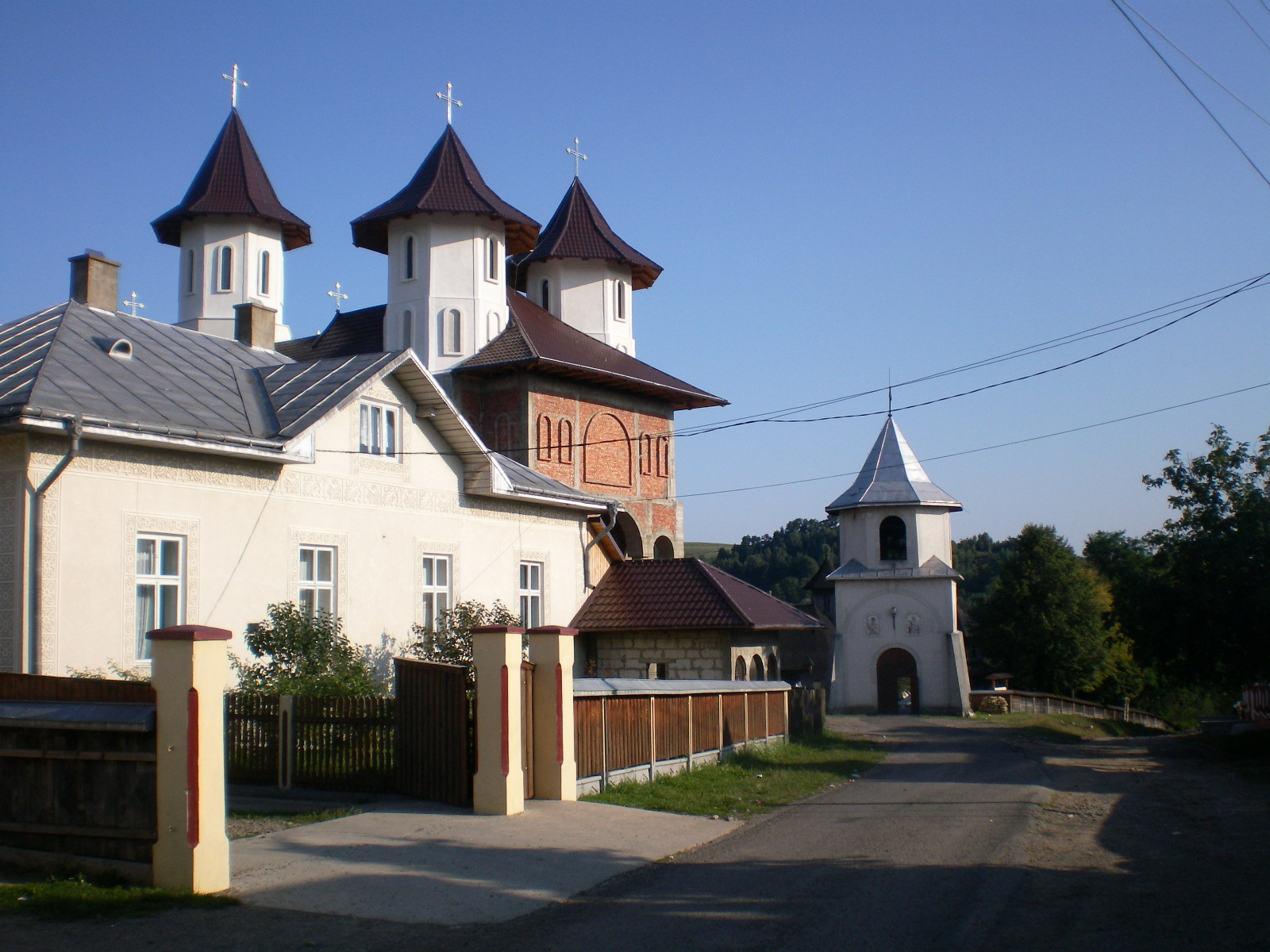
Noua biserică de zid construită lângă biserica de lemn